# Monastero di San Felice (Pavia)
Il monastero di San Felice fu uno dei principali monasteri benedettini femminili di Pavia; fondato sin dall'epoca longobarda, fu soppresso nel XVIII secolo. Del primitivo complesso di età longobarda si conservano parte della chiesa e la cripta.

## Storia
La prima attestazione di questo monastero è del 760, quando il re longobardo Desiderio e sua moglie, la regina Ansa, lo confermarono sotto la giurisdizione al monastero di Santa Giulia di Brescia. Forse in riferimento a questa regina (o a un'altra regina longobarda), era detto comunemente monastero della Regina. La dedica ufficiale fu inizialmente a Santa Maria e ai Santi Pietro e Paolo; fu detto di san Felice attorno al 1000, dopo che nella chiesa fu posta la reliquia di questo santo.Nel IX secolo il monastero è menzionato in 4 diplomi regi e nella seconda metà dello stesso secolo l’intitolazione del Salvatore venne sostituita dall’appellativo della Regina. L’ente nell’851 fu confermato come dipendenza del monastero bresciano con l’appellativo della Regina: Lotario e Ludovico II ne fecero dono a Gisla, rispettivamente figlia e sorella dei due sovrani. Nell’868 il monastero fu donato dall’imperatore Ludovico II alla moglie Angelberga, possesso confermato da re Arnolfo nell’889. Nell’890 fu sepolta al suo interno Ethelswith, sorella del re inglese Alfredo e moglie del re di Mercia Burgred, morta mentre si trovava a Pavia. Nell’891 Guido donò il monastero alla moglie Ageltrude e, tramite quell’atto, cessano le relazioni con il monastero di Santa Giulia di Brescia iniziando quelle con il Monastero di San Salvatore di Pavia. L’ente passò poi sotto il controllo dei sovrani della dinastia ottoniana: una lapide posta all’interno della chiesa ricorda gli interventi edilizi patrocinati dall’imperatore Ottone III nel 980. Lo stesso sovrano nel 1001 confermò al monastero i privilegi e le donazione ottenute dai precedenti re e imperatori, ricordando inoltre che l’ente conservava una reliquia del legno della Croce, insieme ai resti del martire dalmata Felice. Nei secoli centrali del medioevo (IX-XII) il monastero ricevette numerose donazioni imperiali e diplomi di immunità e conferma dei propri beni da parte degli imperatori Ottone III, Enrico II, Corrado II, Enrico IV. In particolare con il diploma dell’imperatore Enrico II del 1014 il monastero ottenne beni sul Lago Maggiore, a Coronate, Voghera, Travacò Siccomario, Pieve Porto Morone e Tromello.
Nell’XI secolo il monastero attraversò una fase di grande espansione e prosperità, la sua autonomia fu confermata anche dall’imperatore Enrico II, ma nel 1025 Corrado II lo pose sotto il controllo del vescovo di Novara, mentre Enrico III lo rese di nuovo autonomo. Nel 1060 l’imperatore Enrico IV affidò nuovamente l’ente al presule di Novara, sotto il quale rimase fino alla fine del XII secolo, quando fu ceduto al vescovo di Pavia. Il monastero conobbe una nuova fioritura nel XV secolo, ottenendo concessioni, esenzioni e possessioni sia da Filippo Maria Visconti, sia da Bianca Maria Visconti, Bona di Savoia e Ludovico il Moro e accogliendo tra le monache esponenti delle maggiori stirpi urbane, come la badessa Andriola de’ Barrachis (documentata tra il 1446 e il 1506), valente pittrice (nei musei Civici di Pavia si conservano due suoi dipinti), che patrocinò nell’ultimo decennio del XV secolo il rinnovamento in veste rinascimentale del monastero.
Ebbe pure vastissimi possedimenti nel territorio pavese e altrove, cosa di cui danno conto i numerosi documenti d'archivio. Particolarmente durevole fu il possesso di Pieve Porto Morone. Ancora nel XVIII secolo il monastero aveva una rendita di 34000 lire e ospitava ben sessanta monache.
Il monastero fu soppresso nel 1785. Dopo la soppressione il governo austriaco incaricò l'architetto Leopoldo Pollack di redigere un piano per trasformare il complesso in orfanotrofio (si deva al Pollack la sobria facciata neoclassica prospiciente piazza Botta). L'orfanotrofio fu attivo dal 1792 fino agli anni'50 del Novecento, quando fu ceduto all'università. Attualmente è sede dei Dipartimenti di Filosofia e di Psicologia e del Dipartimento di Scienze Economiche e Aziendali (già Facoltà di Economia e commercio) dell'Università di Pavia con il nome di Palazzo San Felice. 

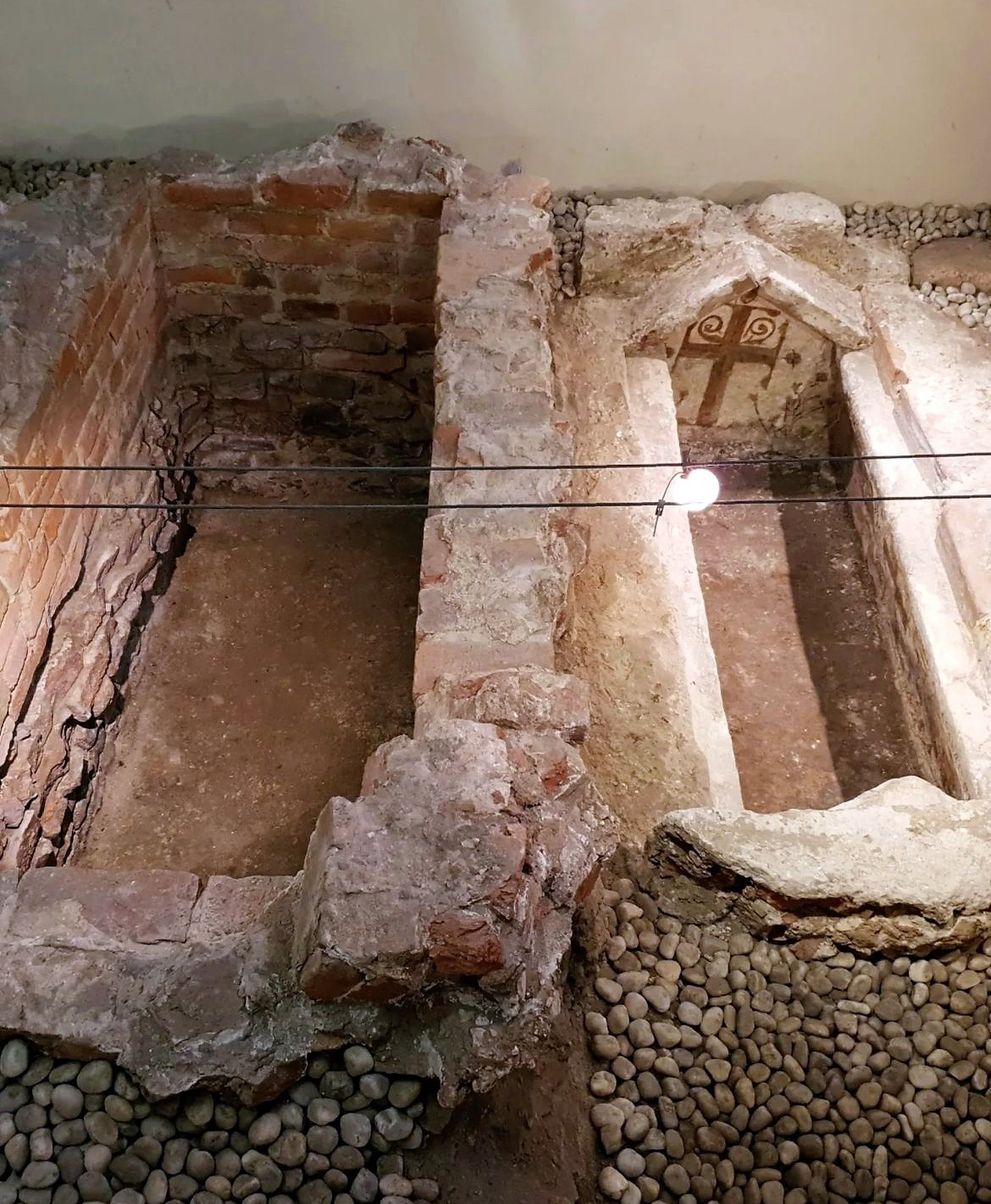
Tombe alla cappuccina di età longobarda riemerse all'interno della chiesa.
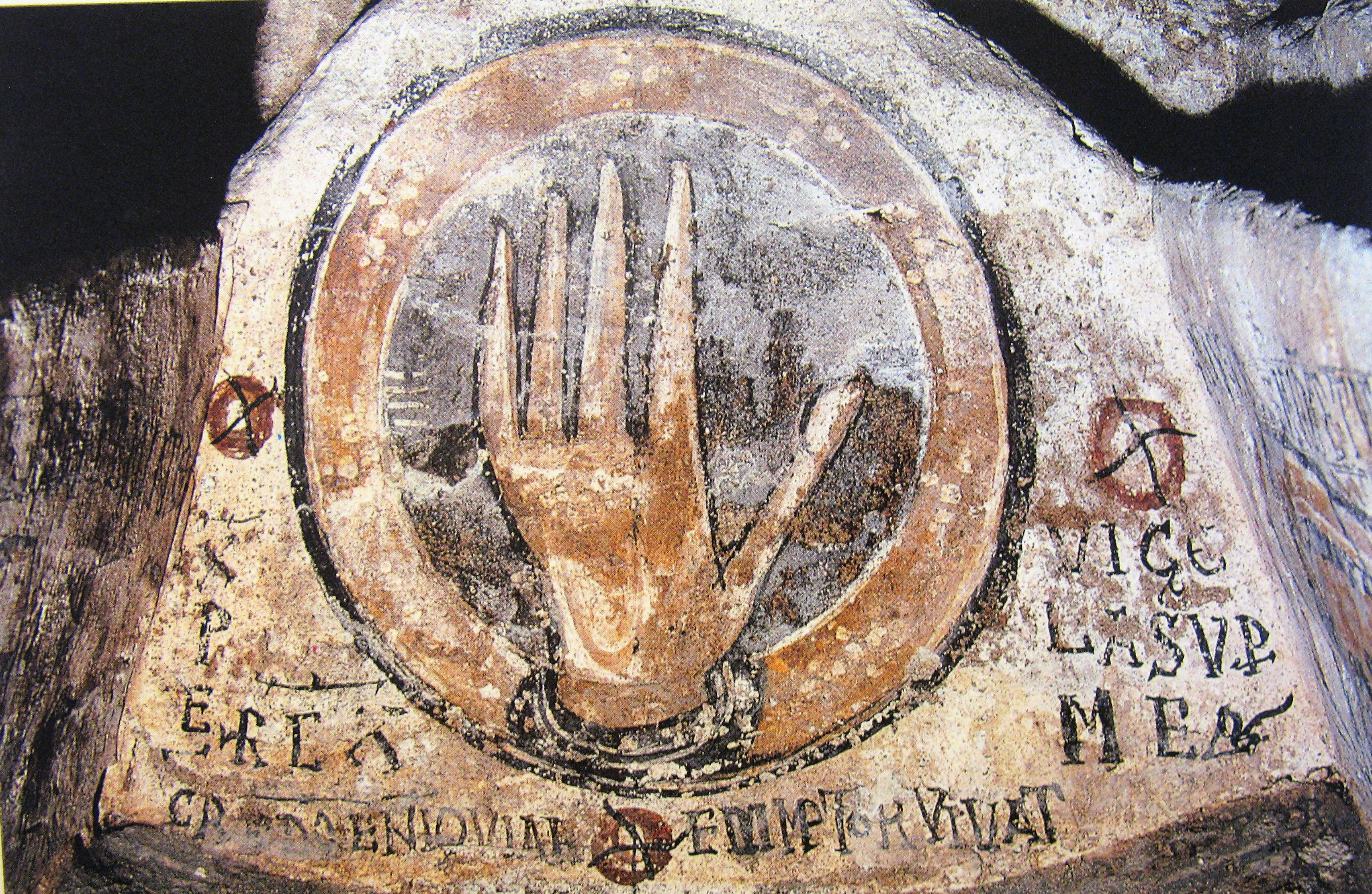
Le decorazioni di una delle tombe (VIII secolo).
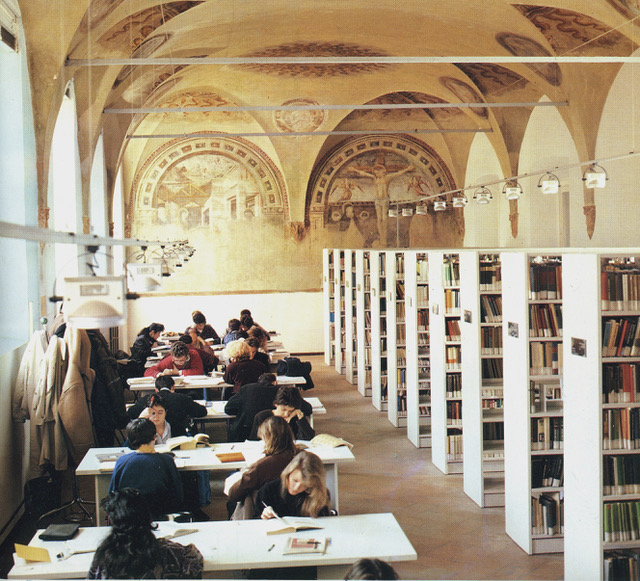
Biblioteca della Facoltà di Economia.
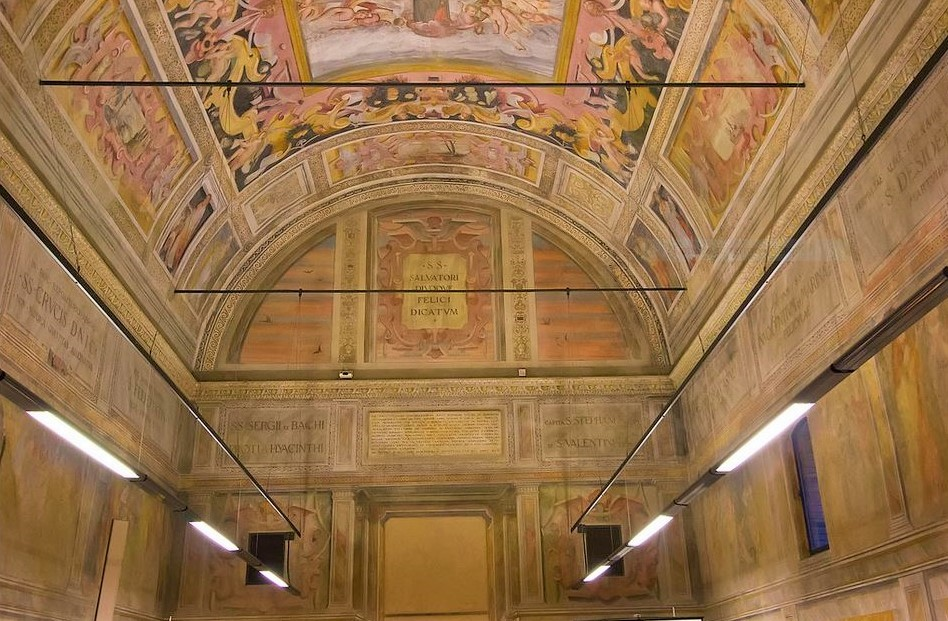
L'interno della ex chiesa.
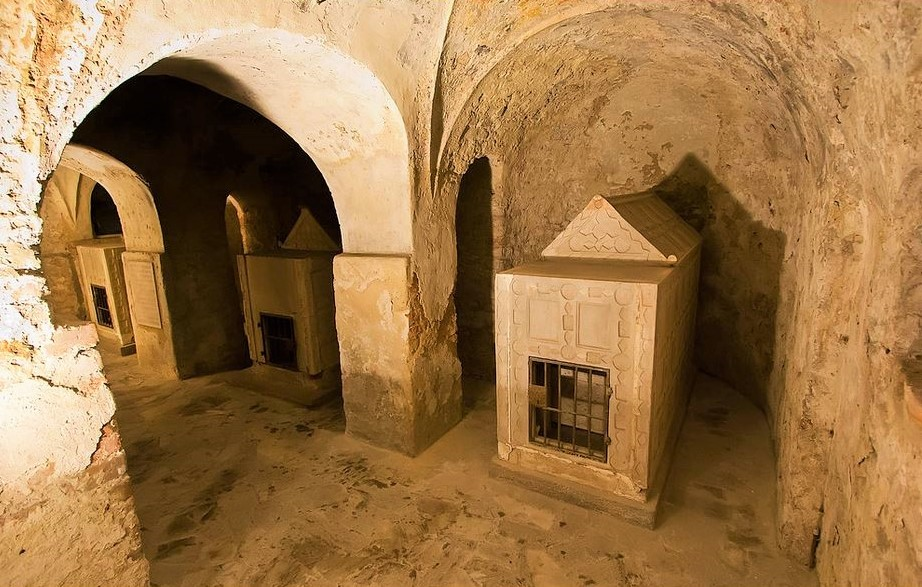
La cripta con le arche (X secolo).
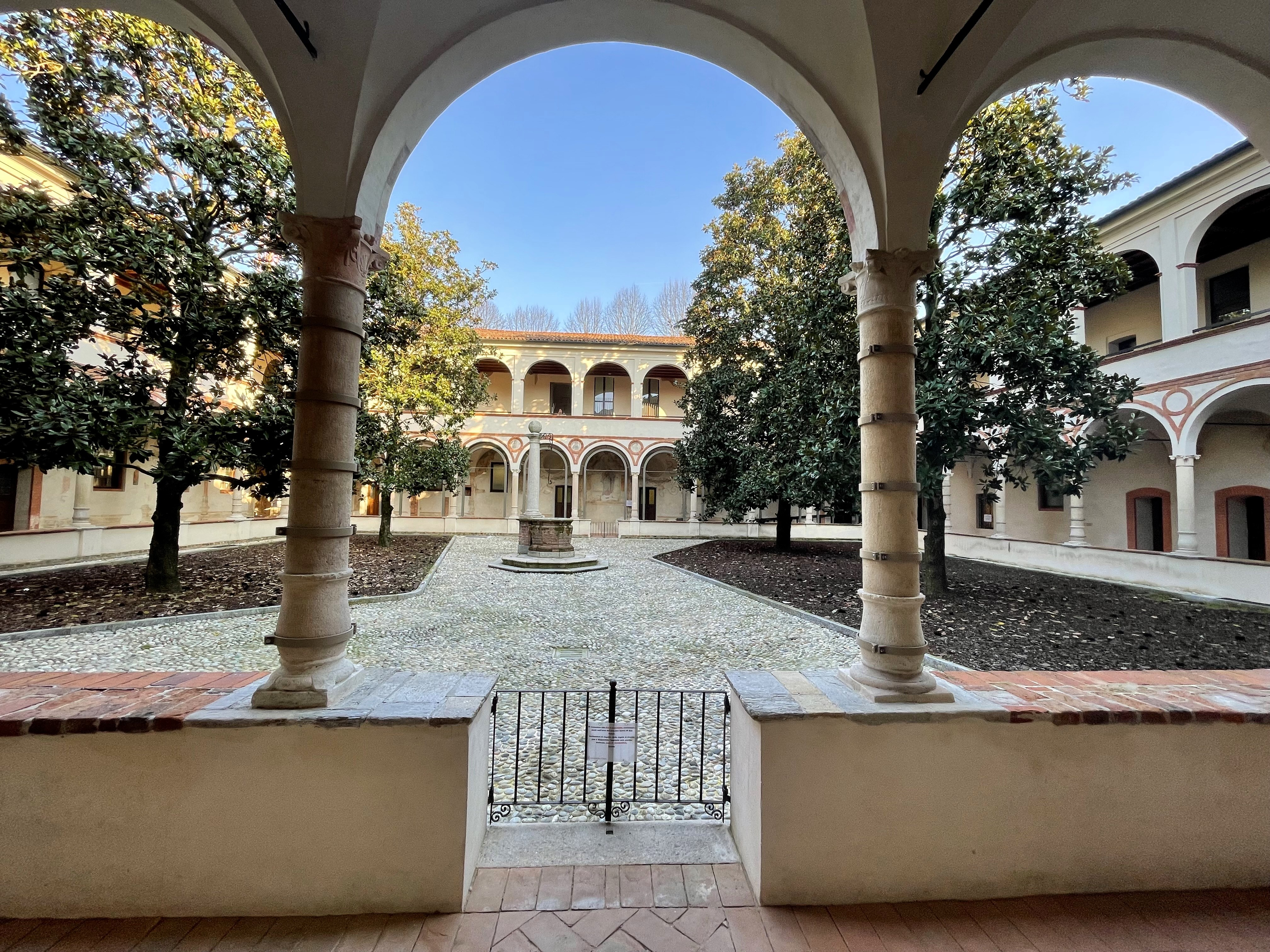
Il chiostro, 1493-1500.

## Descrizione

### La Chiesa
Recenti scavi archeologici ci hanno permesso di ricostruire con maggiore precisione le vicende architettoniche della chiesa che è datata intorno alla metà dell’VIII secolo e fu costruita sui resti di edifici di età tardo romana. Originariamente l’edificio era ad aula unica e dotato di tre absidi e provvisto all’esterno di un atrio, destinato ad area sepolcrale, inglobato nel X secolo dalla chiesa. Durante gli scavi del 1996/97 vennero ritrovate otto tombe alla cappuccina (mentre altre sepolture vennero alla luce su via San Felice), alcune delle quali affrescate internamente con immagini sacre e che sono visibili all’interno dell’aula universitaria che occupa lo spazio della ex chiesa. Tali sepolture risalgono all'VIII secolo e in una di esse si conserva una scritta con il nome della badessa Ariperga, prima destinataria della tomba, mentre in un’altra tomba è stato rinvenuto lo scheletro di una religiosa corredata da un anello in bronzo dorato con gemma incastonata e calzari di cuoio ai piedi. Esternamente, lungo via San Felice, si può ancora osservare la partitura muraria altomedievale della chiesa, caratterizzata, analogamente a San Salvatore a Brescia e Santa Maria della Cacce a Pavia, da alte arcate cieche con finestrelle. L’edificio subì rimaneggiamenti in età rinascimentale e moderna, come il quattrocentesco loggiato che ospitava il coro delle monache. Nel XVII secolo la chiesa venne allungata e fu interamente riaffrescata, a tali interventi risalgono anche le scritte presenti lungo le pareti che elencano le reliquie contenute nell’edificio sacro: San Giorgio, un frammento della Croce, San Felice, San Desiderio, San Sergio e San Bacco. Nel 1611 la badessa Bianca Felicita Parata da Crema fece trascrivere sulla parete nord della chiesa l’epigrafe con cui si ricordavano gli interventi edilizi promossi dall’imperatore Ottone I e la tumulazione all’interno della chiesa del corpo di Felicita, figlia del sovrano e monaca nel monastero.

### La cripta
Al di sotto della chiesa si trova una delle principali testimonianze dell’architettura longobarda a Pavia: la cripta. L’ambiente è dotato di un corridoio e provvisto di tre cavità absidali e di nicchie scavate in lieve profondità nei muri laterali. L’accesso alla cripta era garantito da due passaggi, posti ai due lati di essa, in modo da permettere la discesa e la risalita durante i riti e le processioni. All’interno della cripta si trovano tre grandi arche-reliquiario in marmo bianco apuano, con tetto a capanna, risalenti al X secolo e, verosimilmente, alla stessa epoca risalgono anche i rari resti d’intonaco verde e nero presenti sulla volta dell’ambiente.

### Il chiostro
Presso la chiesa si trova anche un grande chiostro rinascimentale. Il chiostro fu realizzato tra il 1493 (quando la badessa ottenne dal comune alcuni sedimi pubblici per ampliare il complesso monastico) e i primissimi del successivo, infatti all’interno del collarino di un capitello fu incisa una scritta che ricordava come la badessa Andriola de’ Barrachis avesse fatto realizzare l’opera nell’anno 1500. Il chiostro, in stile rinascimentale, è provvisto di 30 colonne in marmo con capitelli a volute e con basi, alcune diverse, per le decorazioni in terracotta degli archi e, nei pennacchi, per i clipei in cui sono affrescate, dove ancora si vedono, busti di monache. Anche nelle arcate e nelle pareti si conservano resti di affreschi, per lo più risalenti al XVI secolo, mentre nella parte settentrionale del chiostro si conserva un pilastro in laterizio, unico elemento sopravvissuto del precedente chiostro romanico.